# Winter-Paralympics 2022/Teilnehmer (Südkorea)
| stlisierte Goldmedaille | stlisierte Silbermedaille | stlisierte Bronzemedaille |
| ----------------------- | ------------------------- | ------------------------- |
| -                       | -                         | -                         |

Südkorea nahm an den Winter-Paralympics 2022 in Peking vom 4. bis 13. März 2022 teil.

## Teilnehmer

### Rollstuhlcurling
| Wettbewerb      | Team |
| --------------- | --- |
| Athleten        | |
| Vorrunde        | Lettland (4:8) Schweiz (7:8) Norwegen (9:4) China (4:9) Kanada (9:4) Slowakei (2:7) Estland (5:2) Großbritannien (6:3) Vereinigte Staaten (6:7) Schweden (10:4) |
| Halbfinale      | ausgeschieden |
| Spiel um Bronze | ausgeschieden |
| Finale          | ausgeschieden |
| Rang            | 5 |